# Tirannió de Messènia
Tirannió de Messènia (en llatí Tyrannion, en grec antic Τυραννίων) fou un escriptor grec.
L'enciclopèdia Suides menciona aquest escriptor i diu que va escriure una obra relacionada amb els auguris, amb el títol de οἰωνοσκοπικά ("Oinoskopiká" Endevinació per les aus) en tres llibres, i algunes altres obres de les que no dona cap referència.